# OcchioPinocchio
OcchioPinocchio è un film del 1994, diretto e interpretato da Francesco Nuti.
Considerato il progetto più ambizioso mai realizzato dall'attore e regista toscano, la pellicola fu vittima di una produzione piuttosto travagliata e si rivelò un fiasco sia dal punto di vista commerciale che da quello della critica, contribuendo alla crisi artistica del suo autore.
Il titolo del film è OcchioPinocchio e non Occhio Pinocchio come spesso riportato.

## Trama
Un giovane con cervello di bambino, soprannominato Pinocchio, vive e lavora in un ospizio gestito da un perfido direttore, assistendo anziani e seppellendoli una volta morti. Quando il ricchissimo banchiere americano Brando Della Valle, tramite una lettera dell'odiato fratello appena defunto, viene a conoscenza del fatto che molti anni prima ha avuto un figlio (Pinocchio) da una relazione con una cameriera, giunge in Italia per portarlo con sé negli U.S.A., intendendo recuperare il tempo perduto e introdurlo nel suo ambiente.
Tuttavia, l'impatto di Pinocchio – che nel frattempo il padre ha chiamato Leonardo – con la vita lussuosa e il mondo dell'alta finanza non è dei migliori: disorientato, imbarazzato e scontento per la nuova situazione, viene presto colto dalla nostalgia per la sua vecchia vita e decide pertanto di scappare. Il padre però non si arrende e impegna tutte le sue forze per ritrovarlo.
Nel corso della fuga, Pinocchio incontra e si unisce a Lucy Light, una sbandata che sta scappando dalla polizia perché ricercata per omicidio. I due, dopo alcune iniziali incomprensioni, diventano buoni compagni di viaggio e, in breve, tra loro nasce un forte legame. Giunti in prossimità del confine, fanno l'amore aspettando la notte, quando potranno attraversare il fiume verso la libertà.
Al risveglio, però, ad attenderli trovano la polizia e un tragico destino: Lucy viene colpita a morte e Pinocchio, in forte stato di choc e giudicato incurabile, sarà rinchiuso dal padre in una casa di cura. Il suo stato tuttavia è solo una finzione, per ingannare tutti e allentare i controlli su di sé. La notte stessa del suo ricovero infatti, Pinocchio chiude nel bagno il guardiano e riesce a scappare. Ma stavolta, anche se da solo, riesce a superare il confine: «Pinocchio non c'è più...».

## Produzione
Il budget originariamente messo a disposizione da Mario e Vittorio Cecchi Gori fu di ben 13 miliardi di lire, all'epoca uno sforzo produttivo notevole per un film italiano. Nel luglio del 1993, la troupe partì dunque alla volta dell'America, precisamente in Texas ed in Louisiana, per dare inizio alle riprese.
Nelle intenzioni del regista, la pellicola sarebbe dovuta esser pronta (post-produzione compresa) entro il Natale dello stesso anno e invece, a novembre inoltrato, le riprese  risultarono essere ancor lungi dal venir terminate. Mario Cecchi Gori morì proprio in quel periodo, il che non fece che ritardare ulteriormente la lavorazione.
Il costo del film aumentò dunque in maniera del tutto inaspettata dai 13 miliardi pattuiti alla cifra vertiginosa dei 25-30 miliardi. Con la Penta Film (produttrice e distributrice del film, controllata dai Cecchi Gori in società con Silvio Berlusconi) i rapporti si incrinarono drasticamente, portando allo smantellamento del set negli studi di Cinecittà nel maggio del 1994. In risposta a ciò, Nuti intraprese un'azione legale nei confronti del produttore per ottenere la ripresa della lavorazione, pena il risarcimento danni. Si trovò infine un accordo tra le parti, che prevedeva il montaggio delle scene già girate e la prosecuzione del resto delle riprese nella primavera dello stesso anno.
Nuti stesso arrivò a sborsare di tasca sua ben due miliardi di lire per far sì che, dopo ben un anno e mezzo dall'inizio delle riprese, la pellicola si potesse concludere entro quello stesso ottobre.
La villa del padre di Pinocchio, dove scava le fosse in giardino, è villa Mazzotti di Chiari in provincia di Brescia.

## Accoglienza
Prevista l'uscita nelle sale per il Natale del 1993, il film alla fine vide la luce soltanto un anno e mezzo dopo, ed incassò un totale di appena 4 miliardi. Anche la critica si mostrò alquanto fredda.